# Cappella di San Rocco (Genova)
La cappella di San Rocco è un luogo di culto cattolico situato nel quartiere di Sant'Ilario, in via San Rocco di Nervi, nel comune di Genova nella città metropolitana di Genova.

## Storia e descrizione
Sorge sulla costa omonima a 205 metri di altezza. Dal Remondini si apprende che, secondo la tradizione, in quel luogo sorgeva una croce eretta in occasione della liberazione del Santo Sepolcro. Dopo oltre un secolo sorse in quel luogo un pilone con l'immagine della Madonna. La cappella fu invece eretta in seguito alla pestilenza del 1350 e fu usata come lazzareto anche durante l'altra pestilenza del 1656 (Mezzadri). Monsignor Francesco Bossi la cita nella sua visita pastorale del 1582.
Il luogo fu frequentato durante le incursioni saracene come rifugio per la vicinanza dei castagneti adatti a nascondiglio; sempre il Mezzadri ricorda che nel 1792 la chiesetta fu adibita a ospedale (rifugio). La chiesetta fu ampliata nel 1726 con l'aggiunta della sacrestia e nel 1821 con il pronao. L'altare in marmo e la pala che raffigura San Rocco sono del 1749. L'altare laterale dedicato alla Madonna di Lourdes è del 1894 e quello della Madonna della Guardia è del 1942.
La collezione degli ex voto è custodita nel museo della parrocchia di San Siro di Nervi. Molti di questi ex voto raffigurano velieri e marinai; uno dei più antichi rappresenta un viandante spaurito che implora san Rocco e viene salvato dall'aggressione di un brigante a cui il fucile fece cilecca.
La storia riguarderebbe un antenato dei Metin una famiglia così soprannominata per la costanza con cui incrementava (appunto metteva in continuazione nuovi alberi) la coltivazione di fiori d'arancio che poi esportava in Francia. Fu proprio durante uno di questi viaggi che un Metin, carico di soldi ricevuti dai Francesi, fu assalito senza successo da un brigante. Sono invece andati perduti gli anelli del porto di Pisa catturati da marinai nerviesi durante la battaglia della Meloria e qui anticamente custoditi. La festa del santo si celebra il 16 agosto.
Nel 2007 è stata inaugurata la nuova strada che collega San Rocco a Sant'Ilario.